# Baldwin von Krakau
Baldwin († 1109 in Krakau) war ab 1103 Bischof von Krakau. 

## Leben
Baldwin war wahrscheinlich französischer Herkunft. Er wurde von dem polnischen Herzog Bolesław III. Schiefmund als Krakauer Bischof vorgeschlagen. Er ging 1102 nach Rom zu Papst Paschalis II., um sich die Bischofsweihe bestätigen zu lassen und einen Dispens für die Ehe Bolesławs mit Zbysława von Kiew zu erlangen, da beide miteinander verwandt waren. Während des Konflikts zwischen Bolesław und Zbigniew 1107 setzte er sich für letzteren ein. Bolesław willigte schließlich ein, Zbigniew Masowien zu überlassen.